# Pralongo (Val di Zoldo)
Pralongo (Pralónch in ladino zoldano) è una frazione del comune italiano di Val di Zoldo, in provincia di Belluno.

## Geografia fisica
Si colloca su un pianoro di origine glaciale all'inizio della valle della Malisia, una collaterale destra della val Zoldana solcata dall'omonimo torrente.
A ovest il col Baion (1358 m s.l.m.) lo separa dalla val di Goima, mentre a sudest la croda Daèrta (1320 m) lo divide dalla val Prampera. A sudovest si scorge la catena del San Sebastiano.

## Storia
Di Pralongo si ha notizia dal 1454, quando viene citato un manso e degli appezzamenti prativi.
Sino all'istituzione degli odierni comuni, ai primi dell'Ottocento, fu compreso nella regola di Forno.

## Monumenti e luoghi d'interesse

### Chiesa di Sant'Andrea
Le sue origini risalgono al 30 agosto 1626, quando i fratelli Alvise, Giacinto e Giulio Gottardo Zampolli chiesero al vescovo di Belluno Giovanni Dolfin di innalzare una chiesa in luogo del sacello che anni addietro il loro padre Giovanni aveva costruito in onore di san Gottardo. La proposta fu accolta: il 5 maggio 1627 fu posata la prima pietra e già l'anno successivo l'edificio era sostanzialmente ultimato.
Un documento del 1662 che la descrive testimonia come abbia mantenuto grossomodo le forme originali sino ai giorni nostri. Da segnalare, nel 1669, la costruzione della sagrestia e, nel 1695, lavori di manutenzione e abbellimento. Tutti gli interventi furono iniziativa della famiglia Zampolli che rimase sino ai tempi recenti proprietaria della chiesa; forse per questa ragione, non fu colpita dall'incameramento dei beni ecclesiastici attuato in epoca napoleonica.
Negli anni 1940 Teresa Marcon in Zampolli eseguì le decorazioni pittoriche sulle vele del presbiterio e sull'antipetto dell'altare. Infine, all'inizio degli anni 1970 fu effettuato un radicale restauro.
All'interno sono conservate le due pale (Set e Madonna del Soccorso e san Gottardo) di anonimi.
Oggi è compresa nella parrocchia di Forno di Zoldo.

### Fusinèla
Nel paese si trova l'ultimo esempio rimasto di fusinèla della val Zoldana, ovvero l'officina in cui veniva lavorato il ferro per la produzione di chiodi e attrezzi da lavoro. All'interno si conservano ancora le quattro forge con le zoche, i ceppi su cui si appoggiava l'incudine, e strumenti per la fabbricazione dei chiodi.
Il complesso è stato restaurato negli anni 1990 ed è una tappa della "via del ferro" che tocca altre località dolomitiche.